# Spettroscopia XAS

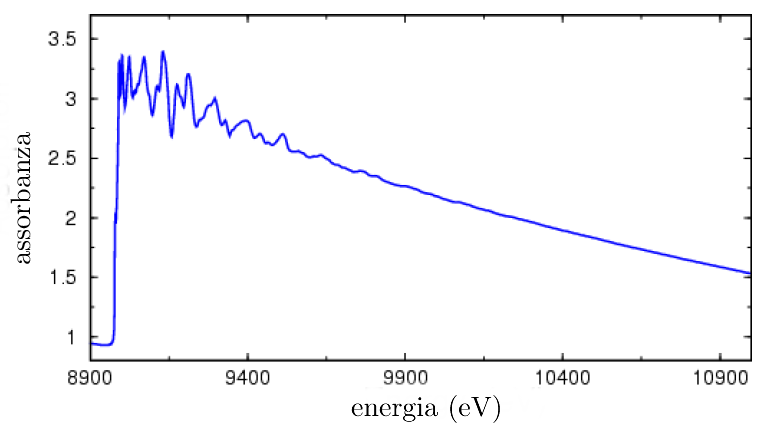
Spettro XAS del rame metallico a 77 K

La spettroscopia XAS (X-ray Absorption Spectroscopy) studia l'andamento del coefficiente di assorbimento di una sostanza in funzione dell'energia della radiazione incidente nella regione dei raggi X, da prima di una soglia di assorbimento fotoelettrico a circa 1000 eV dopo la soglia.
Per gli spettri XAS, le energie coinvolte vanno da poche centinaia di eV (raggi X molli) a svariate decine di migliaia di eV (raggi X duri). Per esempio, la soglia K dell'ossigeno si trova a 543 eV, quella del gallio a 10367 eV, quella del renio a 71676 eV. Visto che bisogna cambiare l'energia della radiazione in maniera continua su un largo intervallo, e dato che il segnale utile è tipicamente un millesimo del segnale totale, è richiesta una sorgente di raggi X ad alta brillanza su una larga banda energetica, ovvero una sorgente di luce di sincrotrone. La necessità di usare queste installazioni di larga scala, e l'estrema difficoltà di realizzare analisi XAS in laboratorio, hanno limitato molto la diffusione di questa tecnica.

## Aspetti generali
L'interazione radiazione-materia alle energie considerate è rappresentata in primo luogo dall'assorbimento fotoelettrico, in cui un fotone espelle un elettrone (fotoelettrone) da uno strato interno (elettrone di core) di un atomo (assorbitore) di energia opportuna.

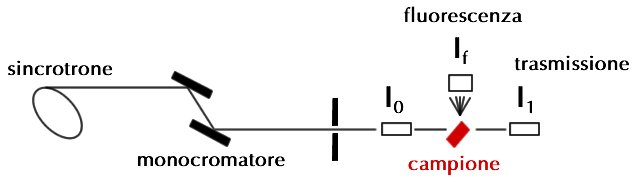
Schema di un esperimento XAS in trasmissione o in fluorescenza

Dall'analisi della forma dello spettro, è possibile ricavare diverse informazioni qualitative e quantitative sulla struttura locale dell'elemento assorbitore eccitato, tra cui geometria e numero di coordinazione, stato di ossidazione, distanze di legame, disordine statico e vibrazionale.
Data la sua natura di sonda locale e selettiva per elemento, la spettroscopia XAS è il complemento ideale della diffrazione dei raggi X nell'analisi strutturale dei solidi: inoltre, può essere applicata a tutti gli stati di aggregazione e ai materiali amorfi, con limiti di diluizione molto spinti (fino a 1013 atomi/cm²).
Tipicamente, l'incertezza nella determinazione dei parametri risultanti dalla modellizzazione dei dati sperimentali è di 0.02 Å per le distanze di legame, di 0.5 sui numeri di coordinazione, e del 10% sul disordine. Questi limiti variano molto in funzione della qualità dei dati raccolti e del sistema in esame.
Lo spettro XAS viene convenzionalmente diviso nella regione XANES (X-ray Absorption Near Edge Structure), da prima della soglia a 60-100 eV dopo la soglia, e nella regione EXAFS (Extended X-ray Absorption Fine Structure), che si estende fino alla fine dello spettro. La divisione, formalmente poco rigorosa, ha un'importanza pratica fondamentale:
|                    | XANES                                                                                       | EXAFS                                      |
| informazioni       | geometria stato di ossidazione                                                              | numeri di coordinazione distanze disordine |
| processi coinvolti | transizioni in risonanza processi a molti corpi (multielettronici e di diffusione multipla) | diffusione singola, doppia o tripla        |
| modellizzazione    | molto complessa, adatta a sistemi semplici poche approssimazioni possibili                  | efficace molte approssimazioni possibili   |
| analisi            | semplice se qualitativa complessa se quantitativa                                           | moderatamente complessa                    |
| limite sondabile   | oltre 1 nm intorno all'assorbitore                                                          | tipicamente meno di 0.6 nm                 |

Da punto di vista sperimentale, gli spettri XAS possono essere registrati in trasmissione, misurando l'intensità della radiazione incidente e trasmessa, o in fluorescenza, misurando l'intensità della radiazione incidente e della radiazione di fluorescenza corrispondente alla diseccitazione dell'elemento assorbitore. La seconda configurazione è usata quando l'assorbitore è molto diluito, o quando il campione è totalmente assorbente e non si può misurare la radiazione trasmessa.
Esistono anche altri metodi sperimentali (rivelazione di elettroni Auger, rivelazione a dispersione di energia, ecc.) di minore diffusione.

## Interpretazione

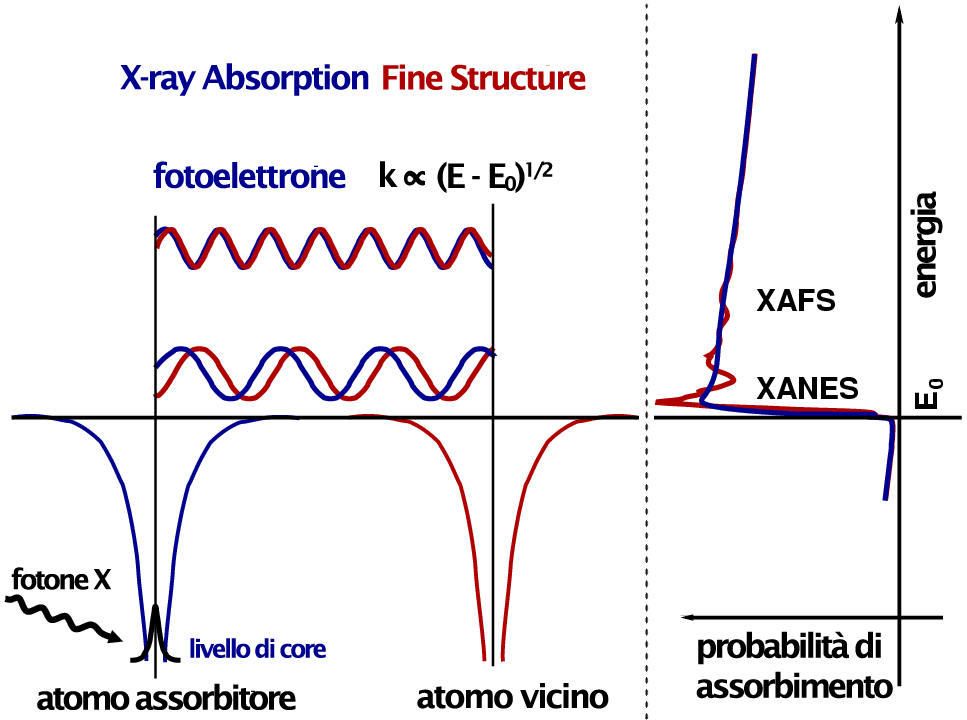
Origine fisica del segnale EXAFS.

Da un punto di vista microscopico, lo spettro XAS ha origine da una combinazione di effetti legati ad un elettrone espulso da uno stato profondo (elettrone di core):
- le transizioni dell'elettrone a stati legati, atomici o molecolari
- processi multielettronici, quali shake-up e shake-off
- l'interferenza quantistica del fotoelettrone con sé stesso, dopo la diffusione da parte degli atomi circostanti

Gli effetti sono elencati nell'ordine in cui influiscono sullo spettro XAS: le transizioni in stato legato sono confinate a pochi eV nell'intorno della soglia; i processi multielettronici e di diffusione multipla perdono importanza entro poche decine di eV dopo la soglia; l'ultimo effetto è quello che governa tutta la regione EXAFS, ed è quello più importante dal punto di vista pratico. L'analisi dei dati EXAFS è infatti un'attività di caratterizzazione proficua e matura, paragonabile alla diffrazione, mentre l'analisi della regione XANES, dati i notevoli problemi teorici e computazionali, è ancora oggetto di ricerche di base.
Se l'energia del fotone incidente è superiore all'energia di legame dell'elettrone, l'eccesso di energia viene ceduto al fotoelettrone, che può così interagire con gli atomi vicini, propagandosi come un'onda sferica. Quest'onda può essere retrodiffusa dagli atomi vicini, e interagire con sé stessa: l'ampiezza dell'onda risultante in corrispondenza dell'atomo assorbitore è proporzionale all'ampiezza dell'oscillazione EXAFS. L'ampiezza e la fase del fotoelettrone diffuso da parte degli atomi circostanti dipendono dalla specie atomica, dall'energia del fotoelettrone e dagli angoli formati dalle configurazioni a tre o più corpi. In generale, al variare dell'energia, l'interferenza del fotoelettrone con sé stesso sarà alternativamente costruttiva e distruttiva, dando luogo ad un segnale oscillatorio. Il segnale EXAFS totale sarà quindi funzione dell'intorno atomico locale e del disordine.

## Storia

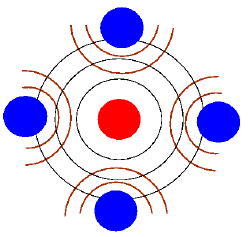
Interferenza del fotoelettrone con sé stesso.

Nonostante le prime osservazioni di una struttura fine negli spettri di assorbimento a raggi X risalgano al 1920, la spettroscopia XAS ha atteso quarant'anni prima di avere un'interpretazione teorica corretta e sistematica. Farrell Lytle, Dale Sayers e Edward Stern proposero l'uso della trasformata di Fourier del segnale EXAFS per ottenere le distanze inter-atomiche. Negli stessi anni, Boon-Keng Teo e John Pendry introdussero il concetto di standard teorico per ottenere le funzioni ampiezza e fase di scattering: invece della misurazione empirica a partire da composti standard, queste funzioni possono essere ricavate per via teorica con appositi calcoli quantomeccanici, permettendo la loro determinazione per i composti più vari.
La comparsa delle sorgenti di luce di sincrotrone (1971) ha reso possibile la spettroscopia XAS, assicurando la necessaria radiazione di alta intensità, collimata e regolabile su diverse energie.

Lo sviluppo successivo fu incentrato sui metodi di analisi dei dati, sempre più accurati, flessibili e facili da utilizzare, con la nascita del progetto americano FEFF (1991), attualmente il sistema più utilizzato per l'analisi EXAFS, e del progetto italiano GNXAS (1991). A questi va aggiunto il software Excurve, sviluppato presso i laboratori inglesi di Daresbury, attualmente molto utilizzato per l'analisi dei dati di metalloproteine ed altre molecole biologiche.

## Analisi dei dati

### Analisi dei dati EXAFS

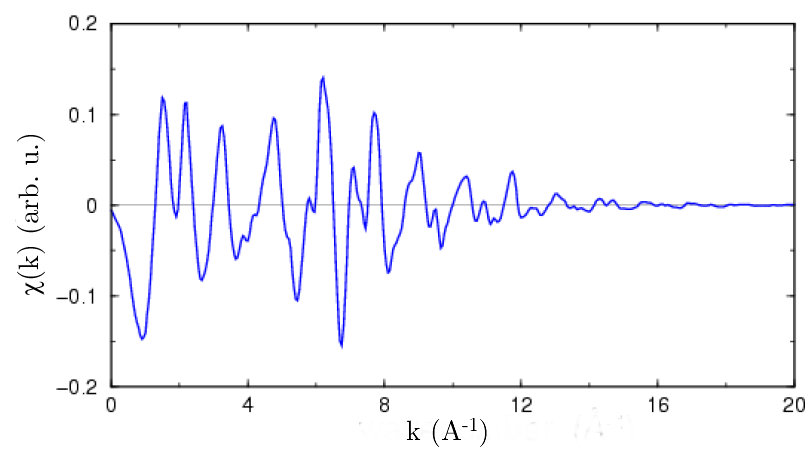
Spettro EXAFS del rame metallico a 77 K.

Il segnale EXAFS totale {\displaystyle \chi (k)\,} è stato modellizzato come somma di sinusoidi, pesate per vari fattori che tengono conto dei parametri strutturali. Lo spazio di riferimento è quello dei vettori d'onda, k, che viene ottenuto per semplice trasformazione dallo spazio delle energie:
{\displaystyle k={\sqrt {{\frac {2m_{e}}{\hbar ^{2}}}(E-E_{0})}}}
Attraverso una serie di approssimazioni, indicando con {\displaystyle E_{0}\,} la posizione della soglia, {\displaystyle \mu \,} il coefficiente di assorbimento totale osservato, e {\displaystyle \mu _{0}\,} il coefficiente di assorbimento dell'atomo libero che varia lentamente con l'energia, e che si avrebbe senza segnale EXAFS, si ricava la formula più semplice:
{\displaystyle \chi (k)={\frac {\mu (E)-\mu _{0}(E)}{\mu _{0}(E_{0})}}=S_{0}^{2}\sum _{i=1}^{J}{\frac {F_{eff,i}(k)N_{i}}{kR_{i}^{2}}}\sin \left(2kR_{i}+2\delta _{l}(k)+\theta _{i}(k)\right)e^{-2k^{2}\sigma _{i}^{2}}e^{-2{\frac {R_{i}}{\lambda _{i}(k)}}}}
Dove l'indice della somma si estende a tutte le shell di coordinazione considerate. {\displaystyle R_{i}\,} è la distanza interatomica, e da essa dipende la frequenza di oscillazione della sinusoide: ad atomi vicini corrispondono oscillazioni lente, ad atomi lontani oscillazioni più fitte. {\displaystyle N_{i}\,} è il numero di atomi scatteratori: più è alto il numero di coordinazione, più sarà intenso il segnale EXAFS. Il primo termine esponenziale smorza il segnale ad alti valori di {\displaystyle k\,} per tenere conto del disordine: {\displaystyle 2\sigma _{i}^{2}} è il fattore di Debye-Waller, e corrisponde, in approssimazione armonica, alla larghezza a mezza altezza della distribuzione gaussiana delle distanze interatomiche.
Il fattore {\displaystyle S_{0}^{2}} è un integrale di sovrapposizione degli elettroni "spettatori" fra stato iniziale e stato finale (tende a 1 se gli elettroni non rilassano). La funzione {\displaystyle F_{eff,i}(k)\,} è l'ampiezza di scattering, dipendente dall'atomo assorbitore e dello scatteratore. Lo spostamento di fase è diviso in un termine {\displaystyle \delta _{l}(k)\,} per l'assorbitore e in un termine {\displaystyle \theta _{i}(k)\,} per lo scatteratore. Il secondo fattore esponenziale riduce l'orizzonte sondabile dal fotoelettrone, tenendo conto del suo cammino libero medio, {\displaystyle \lambda _{i}(k)\,}.
Le funzioni di fase e ampiezza di scattering {\displaystyle \theta _{i}(k)\,} e {\displaystyle F_{eff,i}(k)\,} sono caratteristiche di ogni diverso elemento, il che rende possibile chiarificare nel dettaglio l'intorno dell'atomo assorbitore (anche se è difficile distinguere fra atomi con numero atomico vicino, come ossigeno e azoto, o ferro e cobalto).

### Trasformata di Fourier

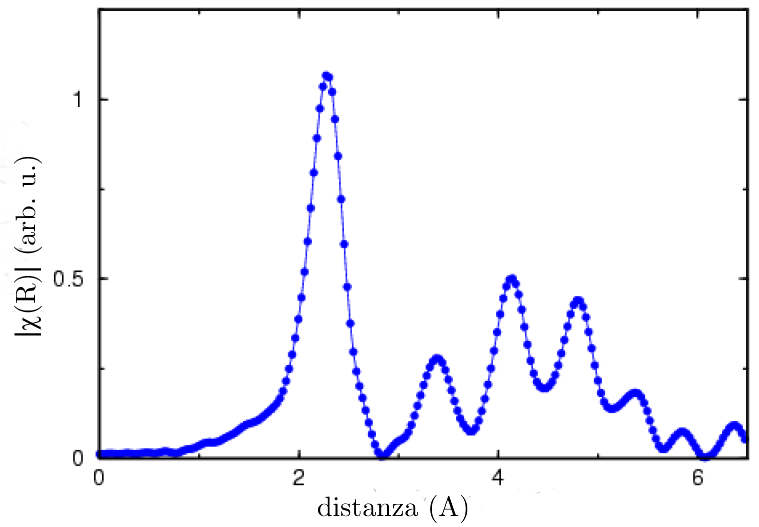
Spettro EXAFS del rame in trasformata di Fourier.

Dato che il segnale EXAFS {\displaystyle \chi (k)\,} è una somma di sinusoidi nello spazio dei vettori d'onda, la trasformata di Fourier permette di farla diventare una funzione {\displaystyle \chi (R)\,} nello spazio delle distanze, in cui il fotoassorbitore corrisponde allo zero, e gli atomi scatteratori corrispondono a picchi nella pseudo-funzione di distribuzione radiale (i picchi non sono centrati alle distanze interatomiche per effetto dello spostamento di fase).
{\displaystyle \chi (R)=\int _{-\infty }^{\infty }W(k)\chi (k)k^{n}e^{2i\pi kR}\,dk}
Dove {\displaystyle W(k)\,} è una funzione finestra che evita gli effetti di troncamento agli estremi del segnale, e {\displaystyle k^{n}\,} è un fattore moltiplicativo per amplificare il segnale ad alti valori di k.
Attraverso la trasformata di Fourier si è sviluppato un metodo molto diffuso per ottenere il segnale {\displaystyle \chi (k)\,} attraverso la sottrazione del background atomico {\displaystyle \mu _{0}\,}: dato che i picchi di {\displaystyle \chi (R)\,} corrispondono a distanze interatomiche, qualsiasi segnale sotto 1 Å è fisicamente inaccettabile, e non porta alcuna informazione. Il background atomico {\displaystyle \mu _{0}\,} è definito quindi come quella funzione che minimizza le componenti a bassa frequenza dello spettro di assorbimento, estraendo esclusivamente il segnale oscillatorio.

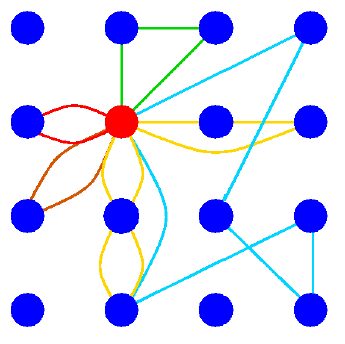
Cammini di scattering singolo e multiplo

La maggioranza dei ricercatori usa l'approccio dei cammini di scattering (formalismo di Rehr-Albers) su cui è basato il programma FEFF, per il calcolo del segnale EXAFS. In questa procedura, nel cluster di atomi costruito intorno all'atomo assorbitore vengono identificati tutti i possibili cammini di scattering multiplo, che vengono parametrizzati in modo simile a quelli di scattering singolo per potere applicare l'equazione dell'EXAFS. Una routine valuta l'enorme numero dei cammini, considerando solo quelli la cui ampiezza supera un certo valore.
Le operazioni di estrazione e di fitting dei dati possono essere effettuati con programmi scritti ad hoc per le particolari esigenze di ognuno.
L'alternativa, diffusa per ambiti specifici come cluster metallici, liquidi e amorfi, è rappresentata da GNXAS, composto da un unico pacchetto per effettuare tutte le operazioni. In questo approccio, il cluster di atomi da usare come modello viene scomposto in configurazioni a due, tre, o più corpi, e vengono generati i segnali EXAFS delle funzioni di distribuzione corrispondenti. Il fitting coinvolge l'intero segnale XAS, senza usare la trasformata di Fourier, e sfrutta la libreria Minuit del CERN, particolarmente flessibile e sofisticata nell'analisi delle incertezze.

### Analisi dei dati XANES
Alla soglia di assorbimento il fotoelettrone con energia cinetica zero ha un cammino libero medio infinito ma esso diminuisce rapidamente con l'aumentare della sua energia cinetica. Nella regione XANES  il fotoelettrone con energie cinetiche maggiori di 5 eV e  inferiori a circa 150 eV ha un cammino libero medio molto corto (circa 0.3 nm a 50 eV) dovuto a interazioni anelastiche con gli elettroni di valenza con eccitazioni di coppie elettrone-buca e di oscillazioni elettroniche collettive dette plasmoni. Inoltre in questa regione di energia cinetica del fotoelettrone la sua ampiezza di scattering elastico da  parte degli atomi vicini all'atomo fotoassorbitore aumenta la probabilità di eventi di scattering successivi: questo è il motivo fisico che rende l'analisi dei dati XANES dominato da risonanze di scattering multiplo. Le risonanze di scattering multiplo sono molto sensibili  alla geometria di coordinazione dell'atomo assorbente e dalle distanze di legame. Dal paragone tra gli spettri XANES sperimentali di diversi composti è possibile identificare le similitudini e le differenze della geometria della struttura locale intorno al sito dell'atomo assorbente. I principali programmi che permettono un'analisi quantitativa dello spettro XANES, in termini di distanze di legame e numeri di coordinazione, sono il già citato FEFF e MXAN, sviluppato dai Laboratori Nazionali di Frascati dell'INFN.

## Applicazioni
La spettroscopia XAS ha applicazioni molteplici e interdisciplinari. Le differenze rispetto alla diffrazione dei raggi X hanno indirizzato le applicazioni verso quei sistemi e quelle proprietà non studiabili con la diffrazione:
- vetri, liquidi e materiali amorfi
- leghe e soluzioni solide
- droganti e ioni impiantati (materiali per l'elettronica)
- distorsioni locali di reticoli cristallini
- composti organometallici
- metalloproteine
- cluster metallici
- dinamica vibrazionale
- ioni in soluzione
- speciazione di elementi in tracce
- studi con radiazione polarizzata (orientazione di molecole e cristalli)

Tra le applicazioni industriali, la spettroscopia XANES sulla soglia dello zolfo è stata usata per l'identificazione dei contaminanti solforati negli idrocarburi

### Monografie
- (EN)  B.-K. Teo, EXAFS: basic principles and data analysis, Springer 1986
- (EN)  X-ray Absorption: principles, applications and techniques of EXAFS, SEXAFS and XANES,  a cura di D.C. Koeningsberger, R. Prins, Wiley 1988
- (EN)  R. Stumm von Bordwehr"A History of the X-ray Absorption Fine Structure", Ann. Phys. Fr. vol. 14, 377-466 (1989)

### Articoli
- (EN)  J.J. Rehr e R.C. Albers, "Theoretical approaches to X-ray absorption fine structure", Reviews of Modern Physics 72 (2000), 621-654
- (EN)  A. Filipponi, A. Di Cicco e C.R. Natoli, "X-ray absorption spectroscopy and n-body distribution functions in condensed matter", Physical Review B 52/21 (1995) 15122-15148
- (EN)  F. de Groot, "High-resolution X-ray emission and X-ray absorption spectroscopy", Chemical Reviews 101 (2001) 1779-1808
- (EN)  F.W. Lytle, "The EXAFS family tree: a personal history of the development of extended X-ray absorption fine structure", Journal of Synchrotron Radiation 6 (1999), 123-134

### Lezioni
- (EN) S. Bare, XANES measurements and interpretation (PDF), su cars9.uchicago.edu (archiviato dall'url originale il 30 giugno 2007).
- (EN)  B. Ravel,  A practical introduction to multiple scattering (PDF), su cars9.uchicago.edu. URL consultato il 26 gennaio 2018 (archiviato dall'url originale il 30 giugno 2007).

### Siti
- (EN) International X-ray Absorption Society, su i-x-s.org.
- (EN) XAS laboratory, Università di Camerino, su gnxas.unicam.it.
- (EN) FEFF Project, University of Washington, Seattle, su leonardo.phys.washington.edu. URL consultato il 14 gennaio 2006 (archiviato dall'url originale il 21 gennaio 2022).
- (EN) XAS beamlines, European Synchrotron Radiation Facility, su esrf.fr. URL consultato il 14 gennaio 2006 (archiviato dall'url originale il 12 febbraio 2006).